# Labelle
Le Labelle sono un trio di rhythm and blues, funk, soul e disco music degli Stati Uniti, noto in tutto il mondo per la canzone Lady Marmalade, successo del 1974 che nel 1975 giunse in prima posizione nella Billboard Hot 100.

## Storia
Il gruppo si forma nel 1961 dall'incontro della cantante Patricia Holt con Sandra Tucker, Nona Hendryx e Sarah Dash: formano quindi un quartetto di soul e Rhythm and blues, The Bluebelles e Patricia prende il nome d'arte Patti LaBelle.
Dopo i primi 45 giri, nel 1965 ottengono un contratto con la Atlantic Records; nel frattempo la Tucker ha abbandonato il gruppo, sostituita da Cindy Birdsong.
Con la nuova etichetta, il quartetto cambia il nome in Patti LaBelle & the Bluebelles e riscuotono un buon successo con Groovy Kind of Love (incisa anche in italiano dai Camaleonti con il titolo Non c'è più nessuno, dai Mindbenders e, negli anni '80, da Phil Collins).
Nel 1967 diventano un trio, per l'abbandono della Birdsong che entra nelle the Supremes: nel 1970 avviene il nuovo cambio di nome, Labelle, di etichetta (dalla Atlantic alla Warner Bros. Records) e anche di stile, accentuando l'aspetto ritmico e funky della loro musica.
Il 1974 è l'anno del successo mondiale di Lady Marmalade, il loro brano più conosciuto, considerato in seguito uno dei primi esempi di disco music.
Alla fine del decennio Patti LaBelle inizia una carriera da solista, che continua tuttora.
In tutti questi anni il gruppo si riunisce solo occasionalmente ma è soltanto nel 2008 che, dopo 32 anni, esce un album di inediti: Back to now con la formazione Patti LaBelle, Nona Hendryx e Sarah Dash, prodotto da Lenny Kravitz, Wyclef Jean e Gamble & Huff.
Il 19 dicembre 2008 le Labelle tornano insieme dal vivo all'Apollo Theater di New York nella produzione di Massimo Gallotta, già celebre per aver portato Ennio Morricone a New York in occasione dell'Oscar che gli è stato consegnato alla carriera. 
Patti, Nona e Sarah hanno iniziato un tour nel 2009. Nello stesso anno, le loro canzoni It Took a Long Time e System ebbero rilevanza nel film di Lee Daniels, Precious.

## Discografia parziale

### Album in studio
- 1966 - Over the Rainbow (Atlantic)
- 1967 - Dreamer (Atlantic)
- 1971 - Labelle (Warner Bros. Records)
- 1972 - Moon Shadow (Warner Bros. Records)
- 1973 - Pressure Cookin' (RCA)
- 1974 - Nightbirds (Epic)
- 1975 - Phoenix (Epic)
- 1976 - Chameleon (Epic)
- 2008 - Back to Now (Verve Records)

### Singoli
- 1971 - Morning Much Better, Warner Bros. Records
- 1972 - Moon Shadow, Warner Bros. Records
- 1972 - Ain't It Sad It's All Over, Warner Bros. Records
- 1973 - Open Up Your Heart, RCA
- 1973 - Sunshine (Woke Me Up This Morning), RCA
- 1973 - Going On a Holiday, RCA
- 1974 - Lady Marmalade, Epic
- 1974 - What Can I Do for You?, Epic
- 1975 - Messin' with My Mind, Epic
- 1975 - Far as We Felt Like Goin', Epic
- 1976 - Get You Somebody New, Epic
- 1976 - Isn't It a Shame, Epic
- 1976 - Miss Otis Regrets, Epic
- 1989 - Lady Marmalade / Messin' with My Mind, Epic (ristampa)
- 1995 - Turn It Out, MCA (dalla colonna sonora del film A Wong Foo, grazie di tutto! Julie Newmar)
- 2008 - Roll out, Verve (feat. Wyclef Jean)
- 2008 - Superlover, Verve